# Dominicus Supratikto
Dominicus Supratikto (Yogyakarta, 23 september 1956) is een Indonesisch diplomaat. Hij was van 2015 tot 2018 ambassadeur in Suriname.

## Biografie
Dominicus Supratikto ging tot 1976 naar de Jezuïtische middelbare school De Britto in Yogyakarta en slaagde in 1982 aan de economische faculteit van de Universitas Gadjah Mada. Hij ging in hetzelfde jaar in dienst bij het ministerie van Buitenlandse Zaken en deed gedurende zijn carrière nog verschillende studies, waaronder van 1985 tot 1986 aan de diplomatenschool Sekolah Dinas Luar Negeri in Jakarta. In Dublin volgde hij een studie in investeringen aan UNIDO-IDA (1993), in Sydney in ontwikkelingsrecht (2007), en aan Clingendael in Den Haag in diplomatie (2007).
Vanaf 1988 werd hij uitgezonden naar het buitenland, waar hij veelal leidinggevende economische functies vervulde op ambassades en consulaten. Hij verbleef in Finland (1988-1991), Zuid-Afrika (1996-1999) en Japan (2002-2006). Tussendoor kwam hij terug naar het ministerie.
In 2014 werd hij benoemd tot ambassadeur in Suriname. In januari, voordat hij op 28 maart 2015 zijn geloofsbrieven overhandigde aan president Desi Bouterse, bracht hij beleefdheidsbezoeken aan minister Don Tosendjojo van HI&T en Ismanto Adna van S&J. Ook op andere momenten toonde hij oog voor de Javaanse gemeenschap, zoals met zijn bezoeken aan Javaanse evenementen als de Indofair, zijn pleidooien voor het behoud van de Javaanse identiteit en taal en zijn sympathie voor een Javaans archief en museum in Suriname. Tijdens zijn ambt voerde Indonesië de toeristenkaart in voor Surinamers.
In oktober 2015 overhandigde Supratikto ook zijn geloofsbrieven in Guyana, als niet-residerend ambassadeur. Enkele jaren later deed hij in mei 2018 hetzelfde bij de Caricom, die gevestigd is in Guyana, waarmee hij de eerste ambassadeur werd die Indonesië bij de Caricom vertegenwoordigde. Hij bleef aan als ambassadeur in Paramaribo tot eind december 2018.